# 세드나족

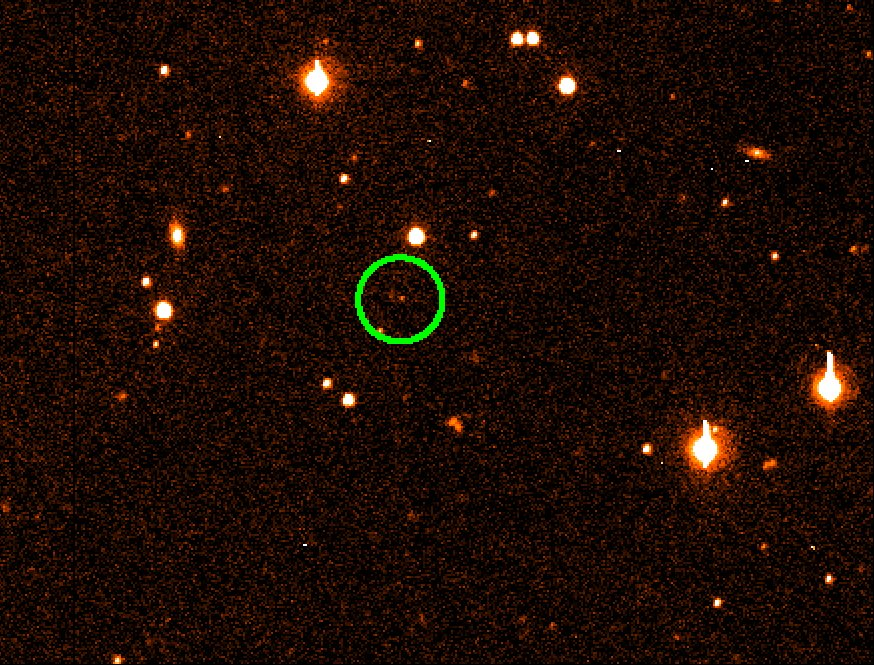
최초로 발견된 세드나족이며 그 이름의 출처인 90377 세드나.

세드나족(sednoid)은 근일점 거리가 50 AU보다 크고 궤도 장반경이 150 AU보다 큰 해왕성 바깥 천체이다. 현재까지 발견된 세드나족 천체는 90377 세드나와 2012 VP113, 2015 TG387 이렇게 셋 뿐이다. 셋 다 근일점 거리가 65 AU를 넘어간다. 그러나 이 셋 외에도 세드나족은 많이 존재할 것으로 추측된다. 세드나족 천체는 태양으로부터의 거리 50 AU부터 시작하는 거의 텅 빈 공간을 그 궤도가 지나가며, 행성과의 유의미한 상호작용은 없다. 이들은 대개 분리천체로 분류된다. 일부 천문학자(Scott Sheppard 등)들은 세드나족을 오르트 구름 천체라고 생각하기도 한다. 그러나 예상되어온 오르트 구름의 거리 2,000 AU는 지금까지 발견된 세 개의 세드나족의 원일점보다 훨씬 멀다. 그래서 힐스 구름 또는 내부 오르트 구름 천체라고 한다.
세드나족의 궤도 모양새는 거대가스행성의 섭동이나 은하조석의 상호작용으로 설명될 수 없다. 만일 세드나족 천체들이 현재의 위치에서 형성되었다면, 그들의 궤도는 원래 원형에 가까웠어야 할 것이다. 그렇지 않으면 미행성들의 높은 상대속도로 인해 강착을 통한 천체 형성이 불가능하다. 세드나족의 짜부라진 궤도에 관해서는 다음과 같은 가설들이 있다.
1. 태양이 탄생 직후 산개성단에 포함되어 있었을 때 성단의 다른 항성이 옆을 지나가면서 영향을 미쳐 궤도와 근일점 위치가 현재처럼 변했다.[7]
2. 카이퍼대 너머에 아직 발견되지 않은 거대 행성이 존재하여 궤도를 섭동시킨 것이다(제9행성 가설).[8][9]
3. 본래 다른 항성계의 천체였는데 태양의 중력에 포획된 것이다. 태양과 함께 태어난 산개성단의 항성계가 세드나족의 본래 항성계로서 특히 가능성이 높다.[5][10]

## 발견된 세드나족 천체 목록
| Number | 이름       | 지름 (km) | 근일점 (AU) | 궤도장반경 (AU) | 원일점 (AU) | 근일점 편각 (°) | 발견년도 |
| ------ | ---------- | --------- | ----------- | --------------- | ----------- | --------------- | -------- |
| 90377  | 세드나     | 995 ± 80  | 76.06       | 515.79          | 955.51      | 311.38          | 2003     |
|        | 2012 VP113 | 600       | 80.50       | 261.00          | 441.49      | 293.78          | 2012     |

## 같이 보기
- 분류:해왕성 바깥 천체